# Crumpsall
Crumpsall is een plaats in het bestuurlijke gebied City of Manchester, in het Engelse graafschap Greater Manchester. 

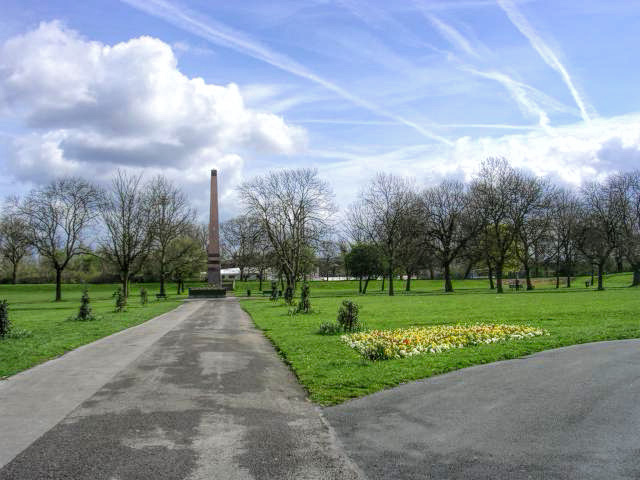
Park van Crumpsall
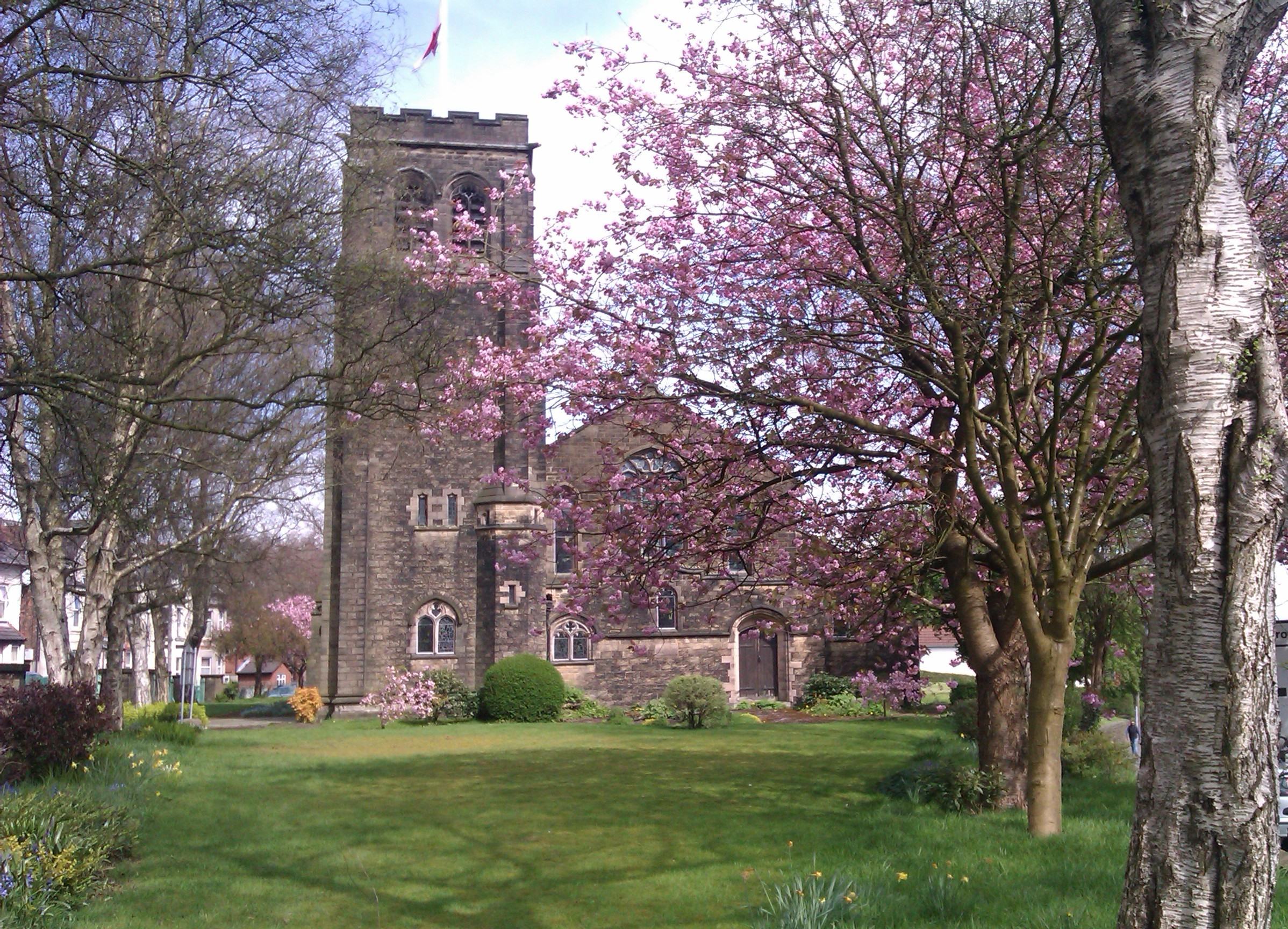
Kerk van St. Matthew with St. Mary